# 1st GAM ~Amai Yūwaku~
Albums par Aya Matsūra
Naked Songs
(2006) Double Rainbow
(2007)
Albums par Miki Fujimoto
Miki 1
(2003)
Singles
1st GAM ~Amai Yūwaku~ (1st GAM ~甘い誘惑~, ou Amai Yuuwaku) est le premier (et unique) album du duo GAM (Aya Matsūra et Miki Fujimoto), sorti en 2007.

## Présentation
L'album sort le 23 mai 2007 au Japon sous le label hachama, écrit et produit par Tsunku. Il atteint la 12e place du classement de l'Oricon. Il se vend à 17 185 exemplaires la première semaine et reste classé pendant 4 semaines, pour un total de 22 506 exemplaires vendus durant cette période.
Une première édition limitée de l'album contient trois photos en supplément. Il sort également au format CD+DVD, avec un DVD en supplément contenant trois clips vidéo alternatifs. L'album contient les chansons-titres des trois singles sortis précédemment (Thanks!, Melodies, et Lu Lu Lu), et sept titres inédits, plus une seconde version remixée de Thanks!.
Dans les jours qui suivent la sortie de l'album, Miki Fujimoto, également membre en parallèle du populaire groupe Morning Musume, est photographiée en compagnie d'un petit ami, entrainant sa démission de Morning Musume le 1er juin. Elle poursuit cependant la tournée de concerts entamée en promotion de l'album, dont tous les titres sont interprétés lors d'un concert qui sortira en DVD trois mois plus tard : GAM 1st Concert Tour 2007 Shoka ~Great Aya & Miki~. Aya Matsūra reprend ensuite ses activités en solo, et cet album restera le dernier disque du duo.

## Liste des titres
Toutes les chansons sont écrites et composées par Tsunku. 
| CD    | CD                                      | CD                       | CD    | CD | CD | CD | CD | CD | CD |
| No    | Titre                                   | Arrangements             | Durée |    |    |    |    |    |    |
| ----- | --------------------------------------- | ------------------------ | ----- | -- | -- | -- | -- | -- | -- |
| 1.    | Thanks!                                 | Kōichi Yuasa             | 3:59  |    |    |    |    |    |    |
| 2.    | Junketsu ~Only~ (純潔 ~Only~)           | Hideyuki "Daichi" Suzuki | 3:18  |    |    |    |    |    |    |
| 3.    | Melodies (メロディーズ)                 | Kaoru Okubo              | 4:25  |    |    |    |    |    |    |
| 4.    | Ai no Fune (愛の船)                     | Kōichi Yuasa             | 4:48  |    |    |    |    |    |    |
| 5.    | Koko de Kiss Shite (ここで キスして)    | Shoichiro Hirata         | 4:03  |    |    |    |    |    |    |
| 6.    | Lu Lu Lu (LU LU LU)                     | Kaoru Okubo              | 4:41  |    |    |    |    |    |    |
| 7.    | Icha Icha Summer (イチャ♡イチャ Summer) | Shunsuke Suzuki          | 4:16  |    |    |    |    |    |    |
| 8.    | Aijō Oasis (愛情オアシス)               | Yuichi Takahashi         | 3:23  |    |    |    |    |    |    |
| 9.    | ･･･H                                    | Shoichiro Hirata         | 4:28  |    |    |    |    |    |    |
| 10.   | Amai Yūwaku (甘い誘惑)                  | Hideyuki "Daichi" Suzuki | 4:03  |    |    |    |    |    |    |
| 11.   | Thanks! (Yūwaku Remix) (誘惑Remix)      | Kōichi Yuasa             | 4:07  |    |    |    |    |    |    |
| 45:36 |                                         |                          |       |    |    |    |    |    |    |

| 1. | Melodies (Aya Ver.) (メロディーズ (AYA Ver.)   |  |
| 2. | Melodies (Miki Ver.) (メロディーズ (MIKI Ver.) |  |
| 3. | Lu Lu Lu (Dance Shot Ver.) (LU LU LU...)       |  |